# ماناهاوکین (نیوجرسی)
ماناهاوکین (به انگلیسی: Manahawkin) یک منطقهٔ مسکونی در ایالات متحده آمریکا است که در استافورد، نیوجرسی واقع شده‌است. ماناهاوکین ۴٫۹۷۹ کیلومتر مربع مساحت و ۲٬۳۰۳ نفر جمعیت دارد و ۷ متر بالاتر از سطح دریا واقع شده‌است.